# Eupolemeia
Eupolemeia (altgriechisch Εὐπολέμεια Eupolémeia) ist eine Gestalt der griechischen Mythologie.
Sie war eine Tochter des Königs Myrmidon im phthiotischen Alope. Am Fluss Amphrysos gebar sie dem Gott Hermes einen Sohn: den Aithalides, welcher sich später als Herold der Argonauten einen Namen machte.